# Ghormeh sabzi
Ghormeh sabzi (persky قورمه‌ سبزی‎) nebo Khoresht sabzi (persky خورشت سبزی‎), někdy také psáno jako gormeh sabzi, je íránský bylinný guláš. Je považován za národní jídlo a v Íránu je velmi populární. Ghormeh sabzi má různé varianty, které se liší v závislosti na použitém druhu fazolí a masa.

## Příprava

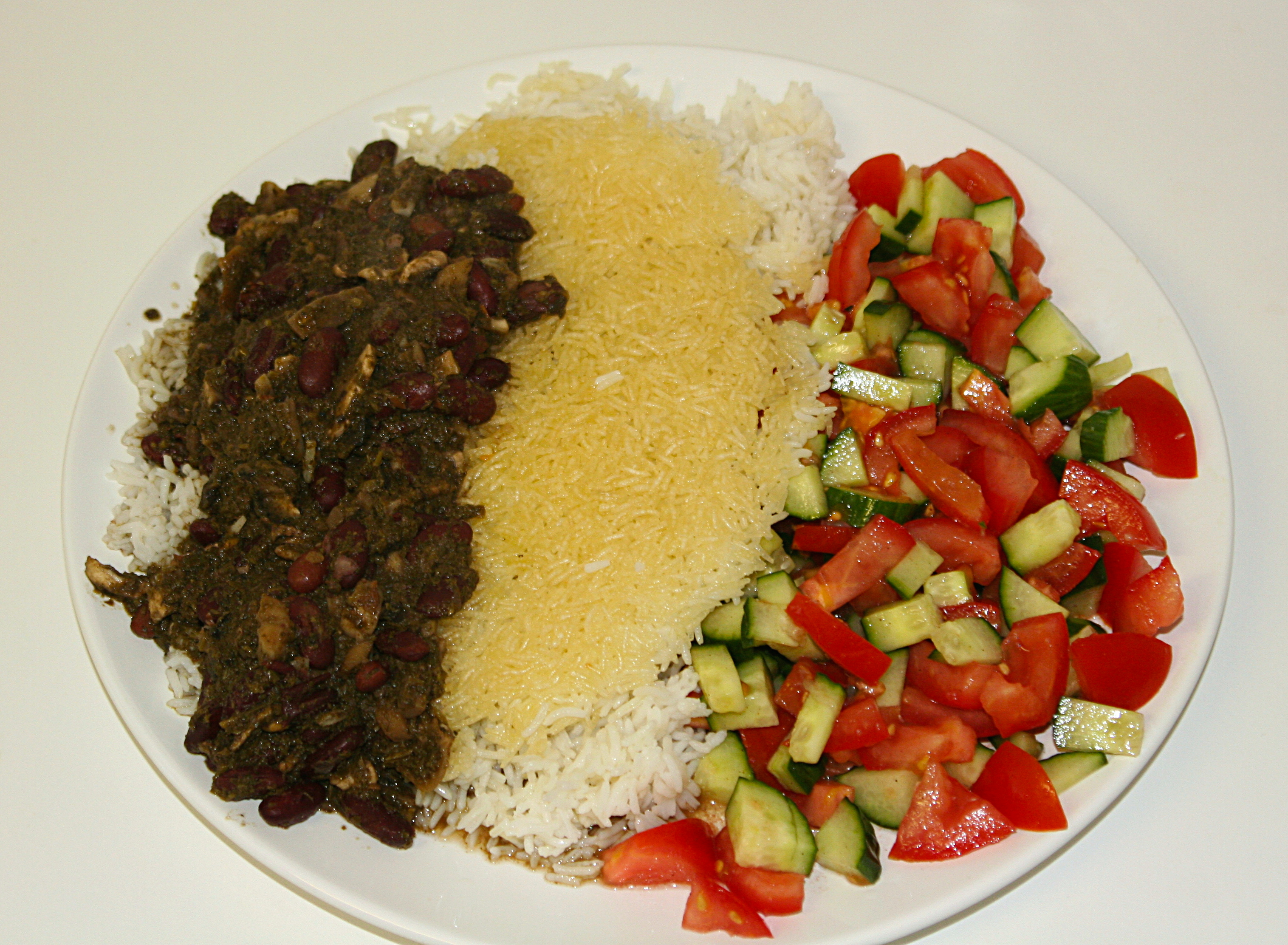
Doma připravený ghormeh sabzi se salátem shirazi

Hlavními ingrediencemi při přípravě ghormeh sabzi je směs restovaných bylinek. Směs se skládá především z petržele, pórku nebo zelené cibulky, a koriandru. Klíčové je ochucení bylinné směsi sušenými listy pískavice řeckého seno. Tato bylinná směs má však mnoho variací. Lze použít jakoukoli tmavou hořkou zeleninu, jako je kapusta, brukev sítinovitá nebo vodnice, ačkoliv žádná z nich není součástí původního tradičního receptu.
Směs se vaří s fazolemi, žlutou nebo červenou cibulí, černou limetkou (sušená perská limetka) a jehněčím nebo hovězím masem ochuceným kurkumou. Připravená směs se podává buď s polo (perská předvařená a dušená rýže) nebo přes tahdig.
Podle tvrzení Financial Times existuje mezi Íránci mnoho neshod ohledně přísad používaných do tohoto pokrmu.

## Význam v íránské kultuře
Časopis Self uvedl ghormeh sabzi jako jedno z dvanácti nejsmysluplnějších jídel mezi různými kulturami, jejichž recept se předává po generace v rodinách. Tehran Times napsaly, že je tento pokrm "jedním z nejvýznamnějších jídel v perském kulinářském dědictví".
The Mediterranean Dish uvedl, že nesporným králem perských gulášů je ghormeh sabzi a královnou fesendžán, který je vyráběn z granátového jablka a vlašských ořechů. Korunním klenotem ghormeh sabsi je jeho bezkonkurenční hloubka chuti. Symfonie pískavice řeckého sena, koriandru, petržele a sušených limetek vyváří pikantní kyselou symfonii umocněnou bohatstvím hovězího masa a fazolí.
Íránci v diaspoře tradičně slaví "Mezinárodní den ghormeh sabzi", který je slaven dva dny po dni díkůvzdání. Ghormeh sabzii se stal prvním íránským pokrmem podávaným ve vesmíru poté, co jej servírovala astronautka Jasmin Moghbeli.